# Les Deux Journées
Les Deux Journées, ou Le Porteur d'eau (Tots dos dies, o el portador de l'aigua) és una òpera en tres actes composta per Luigi Cherubini sobre un llibret francès de Jean-Nicolas Bouilly. S'estrenà al Théâtre Feydeau de París el 16 de gener de 1800.